# 中華民國秦軍政府
中華民國秦軍政府是在武昌起義成功後，1911年10月24日於陝西成立的革命軍政府，武裝力量是張鳳翽所領導的秦隴復漢軍。

## 歷史
1911年10月20日，張鳳翽被陝西同盟會會員井勿幕等人推舉為起義總指揮。1911年10月武昌起義爆發。西安地區革命黨人隨即響應，即辛亥西安起義。10月23日，革命軍攻入西安滿城，在激烈的戰鬥中，滿城內街巷房舍化為廢墟。24日，成立秦陇复汉军总司令部，并初设民政府。27日，正式成立秦陇复汉军政府，由参加起义骨干人员协商推选大统领、副大统领及一府八部诸官长，其中有民政部、财政部、教育部、实业部、交通部与总务府之铨叙局等，为民政机关。11月22日，代行中华民国军政府職能的鄂军都督府向秦陇复汉军政府颁发“中华民国军政府秦省都督印”。12月9日，秦陇复汉军政府正式改称中华民国秦军政府，秦陇复汉军政府大统领改称中华民国秦军政府大都督，兼理军政和民政。
1912年1月1日，中華民國成立，陝省成為中華民國中的一省。民國成立以後，滿城城牆遭拆除，隨後開闢縱橫交錯的近代馬路。

## 國旗
辛亥革命時期，各省革命軍使用的旗幟並不一致。其中，廣東省與廣西、福建、雲南及貴州省沿襲同盟會傳統，使用青天白日旗。陳炯明在惠州舉兵時曾採用藍白井字旗，會師廣州後，未再使用。
然而與此同時，其他省份之革命軍所使用的旗幟不盡相同。湖北、湖南、江西省跟隨共進會使用鐵血十八星旗，代表十八行省；江蘇省、浙江省、安徽省的中国同盟会則使用五色旗，以代表五族共和。
後來，中華民國於民國元年（1912年）1月1日在南京肇建，1月2日起各省都督府代表聯合會代行中華民國臨時參議院職權。1月10日，各省都督府代表聯合會決議以五色旗作為中華民國國旗，取紅、黃、藍、白、黑五色，代表漢、滿、蒙、回、藏五族共和之意；定铁血十八星旗為陸軍旗，青天白日紅旗為海軍旗，請孫中山頒行全國:16:10。
- 鐵血十八星旗，除湖北以外湖南、江西省共進會使用。日後成為中華民國陸軍旗。
- 五色旗，江蘇、浙江、安徽省的同盟會使用。日後成為中華民國國旗。
- 青天白日旗，廣東、廣西、福建、雲南、貴州省同盟會使用。
- 红橙旗，长沙光复后曾使用[4]
- 八卦太极旗，山西光复后用旗
- 中字旗，昆明重九起义胜利后使用
- “漢”字黃旗，雲南箇旧辛亥光復後使用
- 白旗，浙江各地光复时使用[5]
- 人字旗，安徽安庆韩衍为青年军设计[6]
- 井字旗，广东陈炯明领导的循军使用[7]
- 大漢旗，大漢四川軍政府使用

## 外交關係

### 與中華民國湖北軍政府的關係
11月7日，為聯絡革命聲勢、統一鬥爭，中華民國軍政府鄂軍都督府都督黎元洪致電在內的獨立各省，徵詢組織中華民國臨時政府的意見，9日，黎元洪再次通電陝省軍政府在內的各省都督府，請迅速派代表到武漢，商議組織臨時政府問題。